# Box Office Mojo
Box Office Mojo је веб-сајт који прати зараду филмова на систематичан, алгоритамски начин. Сајт је 1999. започео Брендон Греј. Године 2002, Греј се удружио са Шоном Саулсбуријем. У јулу 2008, страницу је купио Amazon.com преко своје филијале, Интернет филмске базе података.
Праћење зараде се врши на дневној бази, уз табеларни приказ по дистрибутерима, тако да је могуће видети општи тренд, односно кретање зараде за сваки филм.